# Ротшильд, Виктор

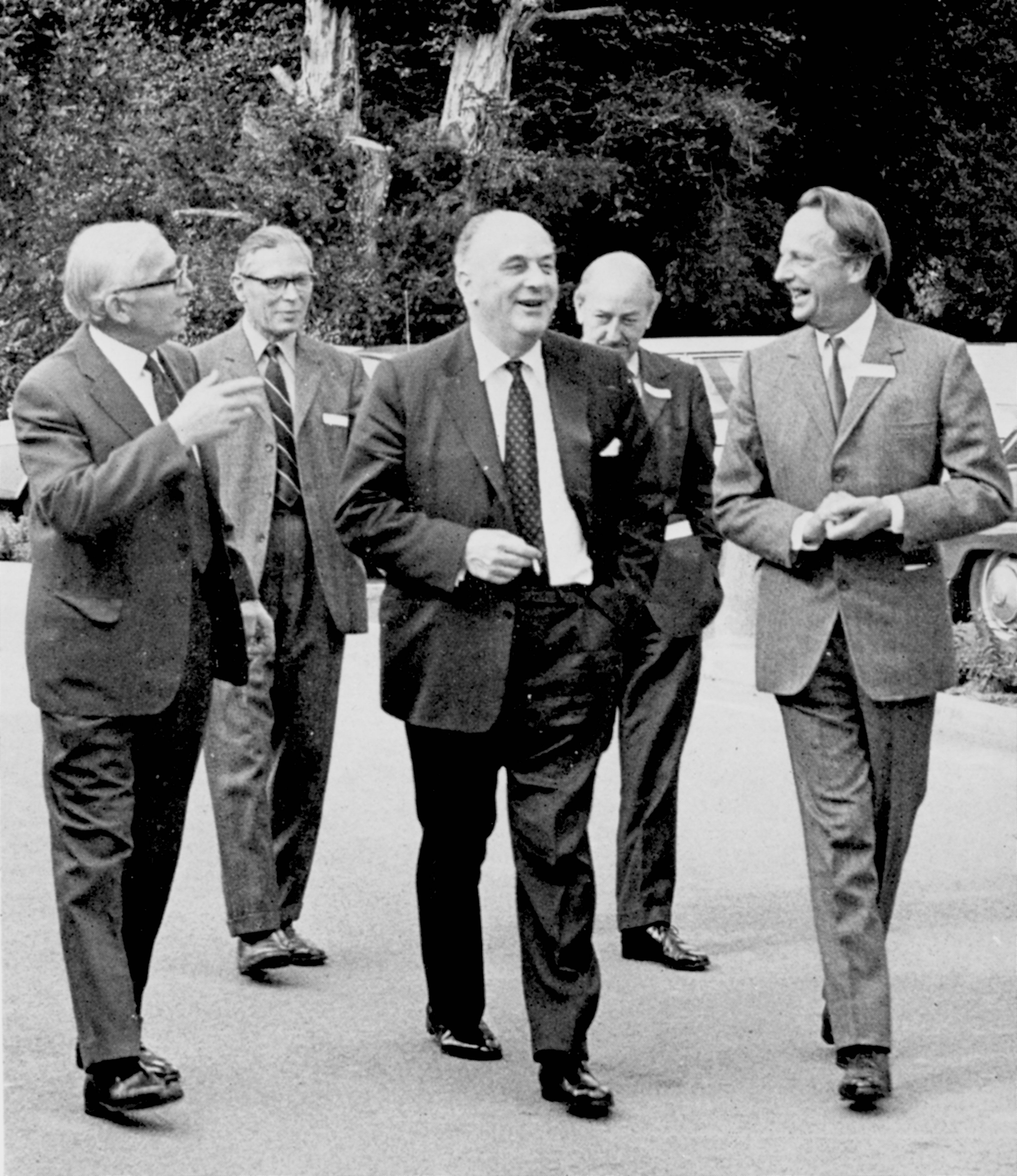
Лорд Виктор Ротшильд (в центре)

Натаниэль Майер Виктор Ротшильд, 3-й барон Ротшильд (англ. Nathaniel Mayer Victor Rothschild, 3rd Baron Rothschild; 31 октября 1910 — 20 марта 1990) — представитель семейства Ротшильдов, биолог и игрок в крикет, сотрудник британской контрразведки MI5 (1935—1938), заместитель директора  MI5 (1938—1950). С 1971 по 1974 года — Глава Комитета по контролю за центральной политикой Великобритании (Central Policy Review Staff).
Первый советник премьер-министра Великобритании Маргарет Тэтчер (1979—1990). Член Лондонского королевского общества (1953).

## Ранние годы
Виктор был третьим ребенком и единственным сыном Чарльза Ротшильда и Розики Эдл Ротшильд (урожденной фон Вертхеймштейн). У него было три сестры — Мириам, Элизабет и Ника. Виктор получил образование в школе Хэрроу и в Тринити-колледже Кембриджа, где изучал физиологию и французский и английский языки. Он играл крикет в клубах Кембриджа и Нортгемптоншира. В Кембридже он был известен своим разгульным образом жизни, водил Bugatti, собирал предметы искусства и редкие книги.
В Тринити-колледже Ротшильд присоединился к закрытому интеллектуальному обществу Кембриджских апостолов. Там он подружился с будущим советскими шпионами Гаем Бёрджессом и Энтони Блантом, с которыми делил квартиру в Лондоне. Ротшильд также был знаком и с Кимом Филби, что позже вызвало подозрения, что он был так называемым пятым человеком кембриджской пятерки.
В 1937 году, в возрасте 26 лет, Виктор унаследовал титул барона Ротшильда после смерти своего дяди Уолтера, 2-го барона Ротшильда (его отец к этому моменту уже умер). Он заседал в Палате лордов в качестве пэра от Лейбористской партии.

## Во время Второй мировой войны
Во время Второй мировой войны Ротшильд был завербован в MI5 для выполнения обезвреживания взрывных устройств, дезинформации и шпионажа. За свою работу он получил медаль Георга. Он был главой B1C — работал на выявлении уязвимых для диверсий мест британских военных сил и противостоянии немецким попыткам диверсий. Это заключалось, в том числе, в личном демонтаже немецких мин-ловушек и замаскированных взрывных устройств.
Из-за его связи с Бёрджессом и Блантом барон был допрошен Специальным отделом национальной безопасности после разоблачения Бланта в 1964 году. Его, по-видимому, сочли невовлеченным в шпионаж, и впоследствии он работал над проектами для британского правительства. Слухи, однако, продолжали циркулировать, и в декабре 1986 года Ротшильд опубликовал письмо в британских газетах, в котором утверждал, что не является советским агентом и никогда им не был.

## Послевоенные годы
С 1950 по 1970 год Ротшильд работал в отделе зоологии Кембриджского университета. Он занимал пост председателя совета сельскохозяйственных разработок с 1948 по 1958 год и был главой отдела исследований компании Royal Dutch Shell с 1963 по 1970 год. Он продолжал работать в безопасности в качестве советника Маргарет Тэтчер. Ротшильд был также главой Комитету по контролю за центральной политикой (Central Policy Review Staff) с 1971 по 1974.
Во время срока премьер-министра Эдварда Хита барон был частым гостем в Чекерсе, загородной резиденции премьер-министра. Он был ценным советником по разведке и науке для консервативного и лейбористского правительств.
В конце своей карьеры Ротшильд присоединился к семейному банковскому бизнесу, в качестве председателя, в попытке подавить вражду между фракциями, возглавляемыми двумя его младшими родственниками, но потерпел в этом неудачу.

## Семья
В 1933 году Виктор женился на Барбаре Джудит Хатчинсон (1911—1989). У них было трое детей:
- Сара Ротшильд (13 сентября 1934 — 2018[8]), была дважды замужем. 2 детей от обоих браков.
- Натаниэль Чарльз Джейкоб Ротшильд (29 апреля 1936 — 26 февраля 2024) 4-й барон Ротшильд
- Миранда Ротшильд (род. 25 декабря 1940)

В 1946 году он женился на Терезе Джорджине Майер (1915—1996). У них было четверо детей:
- Эмма Джорджина Ротшильд (род. 16 мая 1948), замужем с 1991 года, за Амартием Кумар Сеном. Детей в браке нет.
- Бенджамин Майер Ротшильд (род. и ум. 16 мая 1952)
- Виктория Кэтрин Ротшильд (род. 13 августа 1953), в 1997 году вышла замуж за английского драматурга, Саймона Грея. Детей в браке не было.
- Амшель Майер Джеймс Ротшильд (18 апреля 1955 — 8 июля 1996), покончил жизнь самоубийством

Имея еврейское происхождение, Виктор Ротшильд считал себя атеистом.

## Титулы и награды
- 3-й барон Ротшильд, 27 августа 1937 года.
- 4-й баронет Ротшильд, 27 августа 1937 года
- Кавалер Большого креста (Орден Британской империи), 1975
- Рыцарь Ордена Святого Иоанна
- Рыцарь Мальтийского ордена
- Медаль Георга, 1944
- Орден «Легион почёта» (США), 1946
- Бронзовая звезда (США), 1948